# Apolemichthys xanthurus
Apolemichthys xanthurus är en fiskart som först beskrevs av Bennett, 1833.  Apolemichthys xanthurus ingår i släktet Apolemichthys och familjen Pomacanthidae. IUCN kategoriserar arten globalt som livskraftig. Inga underarter finns listade i Catalogue of Life.

## Bildgalleri

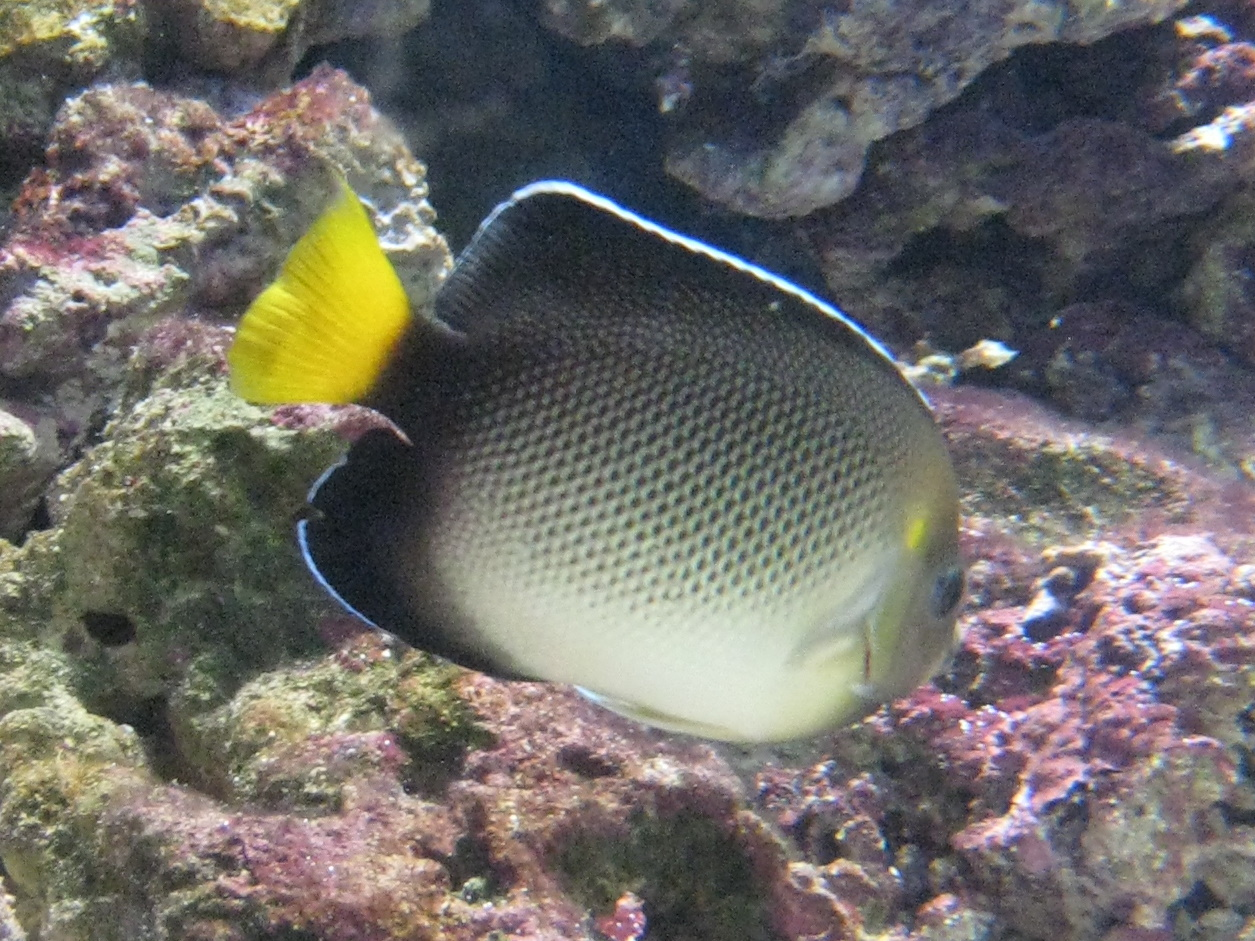
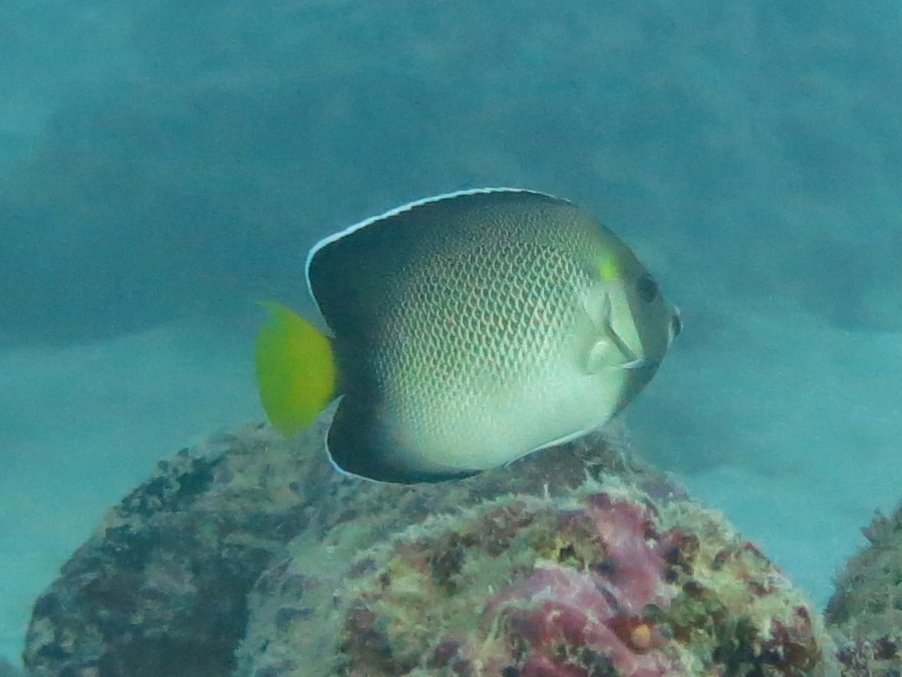
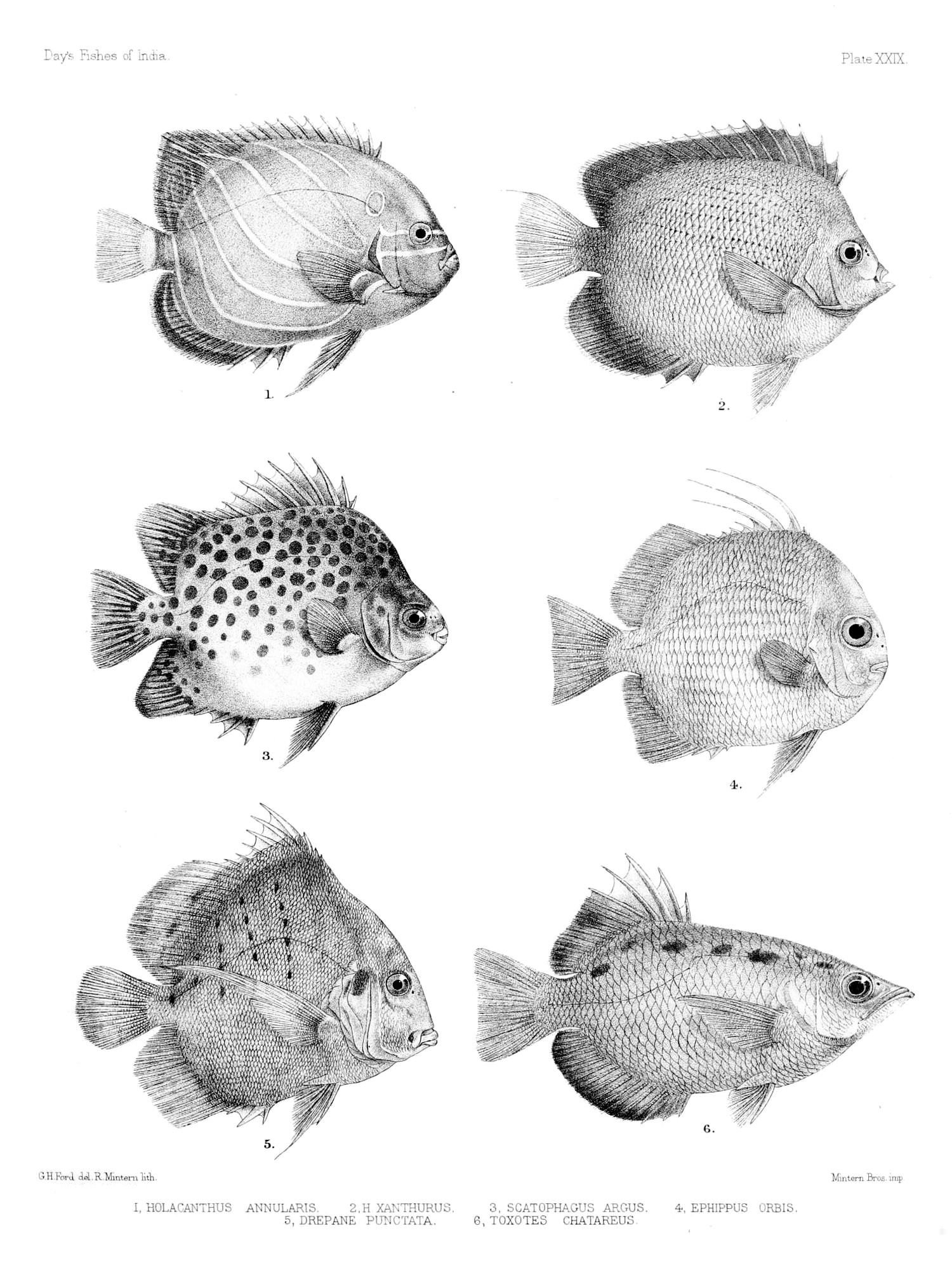